# Sven Bärtschi
Sven Bärtschi, född 5 oktober 1992 i Langenthal, Schweiz, är en schweizisk professionell ishockeyspelare som spelar för Vancouver Canucks i NHL. Han kom till Portland Winterhawks i WHL från schweiziska SC Langenthal och debuterade i NHL den 9 mars år 2012 mot Winnipeg Jets med tröjnummer 47. I sin andra match den 11 mars mot Minnesota Wild så gjorde han sitt första mål i NHL.